# Landesgericht Leoben

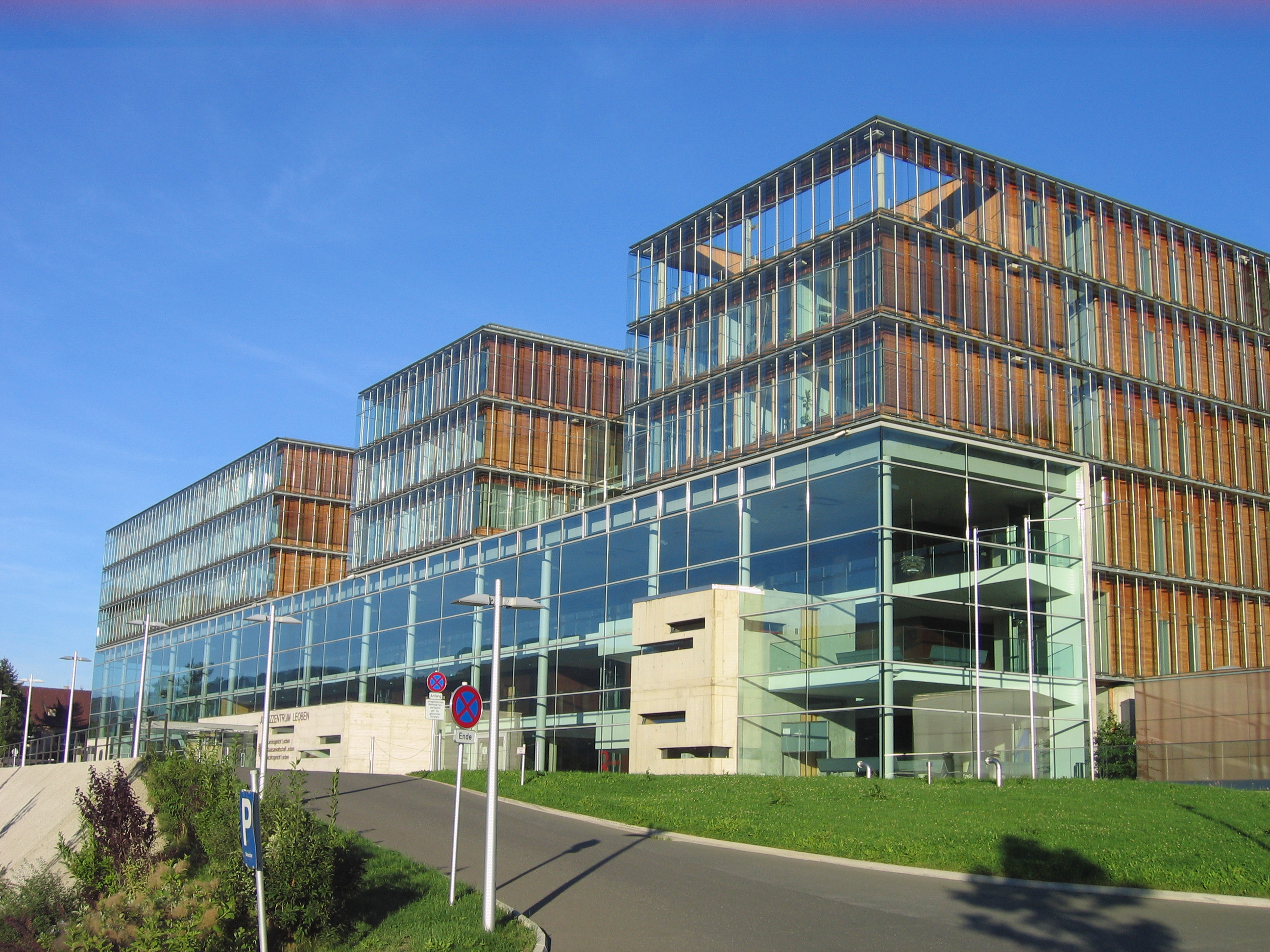
Justizzentrum Leoben (Dr.-Hanns-Groß-Straße 7)

Das Landesgericht Leoben (kurz: LG Leoben) ist eines von 20 Landesgerichten in Österreich. Seit 2005 hat es seinen Sitz im Justizzentrum Leoben (Dr.-Hanns-Groß-Straße 7), in dem auch die Staatsanwaltschaft Leoben, das Bezirksgericht Leoben und die Justizanstalt Leoben untergebracht sind.

## Aufgaben
Als Landesgericht obliegt ihm in zweiter Instanz die Behandlung der Rechtsmittel gegen Entscheidungen der Bezirksgerichte. Grundsätzlich ist es für Zivilsachen bei einem 15.000 € übersteigenden Streitwert in erster Instanz zuständig. Bestimmte Rechtssachen fallen jedoch unabhängig vom Streitwert in die Zuständigkeit der Bezirksgerichte. Für Strafsachen ist es in erster Instanz zuständig, wenn die Strafandrohung über einem Jahr liegt. Bestimmte Strafsachen fallen auch bei geringerer Strafdrohung in seine Zuständigkeit.
Rechtsmittelinstanz für Entscheidungen des Landesgerichtes Leoben ist das Oberlandesgericht Graz.

## Geschichte

### Namen
Im Laufe seines Bestehens führte das Landesgericht Leoben folgende Bezeichnungen:
- Seit 25. Juli 1849 (Reichsgesetzblatt 339/1849): Landesgericht
- Seit 19. Jänner 1853 (Reichsgesetzblatt 10/1853): Kreisgericht
- Seit 13. August 1938 (Gesetzblatt für das Land Österreich 350/1938): Landesgericht
- Seit 3. Juli 1945 (Staatsgesetzblatt 47/1945): Kreisgericht
- Seit 1. März 1993 (Bundesgesetzblatt 91/1993): Landesgericht

### Standorte

#### 1850–2005: Dominikanergasse
Das mit 25. Juli 1849 gegründete Landesgericht Leoben nahm am 4. April 1850 seinen Dienstbetrieb auf. Es zog in das 1280 gegründete ehemalige Dominikanerkloster, das damals im Eigentum der Stadt Leoben stand und nun der Justiz überlassen wurde. Das Gebäude musste erst für die neue Aufgabe adaptiert werden und das dauerte bis zum Frühsommer 1856. Neben dem Landesgericht wurden im ehemaligen Dominikanerkloster auch das Bezirksgericht Leoben, die Staatsanwaltschaft Leoben sowie das Gefangenenhaus untergebracht. Ebenso befanden sich hier die Bezirkshauptmannschaft (bis August 1932) und das Landesgendarmeriekommando. Bis 2005 waren im Amtsgebäude Dominikanergasse noch das Präsidium und die strafrechtlichen Abteilungen des Landesgerichtes sowie die Staatsanwaltschaft und die Justizanstalt Leoben untergebracht.
Seit dem Umzug der zuletzt hier untergebrachten Dienststellen in das 2005 fertiggestellte Justizzentrum Leoben befindet sich in den Gebäuden des ehemaligen Dominikanerklosters das Einkaufszentrum Leoben City Shopping.

#### 1958–2005: Erzherzog-Johann-Straße
1954 wurde aufgrund der unbefriedigenden Platzverhältnisse im Amtsgebäude Dominikanergasse der Entschluss zum Neubau eines Gebäudes für die Leobener Gerichte sowie die Staatsanwaltschaft gefasst. Im Herbst 1955 war Baubeginn in der Erzherzog-Johann-Straße 3, Ende 1956 erfolgte die Gleichenfeier, und am 7. Mai 1958 konnte das sechsgeschoßige Gebäude eingeweiht werden. Bis 2005 hatten hier das Bezirksgericht sowie der zivilrechtliche Bereich des Landesgerichtes ihren Sitz, die übrigen Behörden sowie die Justizanstalt verblieben in der Dominikanergasse.
Im Spätherbst 1989 bezog das Landesgericht Leoben den Zubau Max-Tendler-Straße als Erweiterung seiner bisherigen Gebäude.
Seit dem Umzug der zuletzt hier untergebrachten Dienststellen der Justiz in das 2005 fertiggestellte Justizzentrum Leoben wird das ehemalige Amtsgebäude Erzherzog-Johann-Straße von der Montanuniversität Leoben genutzt.

#### Seit 2005: Justizzentrum Leoben
Der Spatenstich für das Justizzentrum Leoben in der Dr.-Hanns-Groß-Straße 7 fand am 5. Juli 2002 statt, die Gleichenfeier am 29. Jänner 2004. Das Präsidium und die zivilrechtlichen Abteilungen des Landesgerichtes Leoben sowie alle Bereiche des Bezirksgerichtes nahmen am 20. Dezember 2004 die Arbeit im neuen Amtsgebäude auf. Die offizielle Eröffnung des Justizzentrums erfolgte am 11. März 2005. Das Landes- sowie das Bezirksgericht wurden aus dem Amtsgebäude Erzherzog-Johann-Straße 3 ins Justizzentrum verlegt, die Justizanstalt Leoben aus dem Gebäudekomplex Dominikanergasse.